# فمینیسم در کارائیب
فمینیسم در کارائیب به مجموعه‌ای از جنبش‌ها و مبارزاتی اشاره دارد که با هدف تعریف، ایجاد و دفاع از وضعیت برابر حقوق سیاسی، اقتصادی، فرهنگی و اجتماعی برای زنان در منطقه کارائیب شکل گرفته‌اند.

## تاریخچه
در آغاز تجارت برده‌داری در اقیانوس اطلس، نیروی کار مردان سیاه‌پوست به طور گسترده‌ای نسبت به نیروی کار زنان سیاه‌پوست ترجیح داده می‌شد. با این حال، با گذشت زمان، ایده استفاده از زنان به عنوان کارگران اجباری معرفی شد تا سودآوری اقتصادی به حداکثر برسد. این بدان معنا بود که از نظر تاریخی، ارزش زنان عمدتاً به توانایی تولیدمثلی آنها وابسته بود. تجارت برده و کار اجباری، مبارزات نهادی نژادی و جنسیتی را که زنان در آینده با آن مواجه می‌شدند، پایه‌گذاری کرد. پس از سال ۱۸۳۸، دوره پس از لغو برده‌داری فرصتی فراهم کرد که طی آن تعداد زیادی از کارگران اجباری هندی به کارائیب وارد شدند. این ورود ناخواسته نسبت بین زنان و مردان کارگر را تغییر داد و در نتیجه، تمایل به گنجاندن زنان در بدنه کار اجباری افزایش یافت. این مبارزات طولانی‌مدت در نهایت راه را برای انقلاب‌ها و جنبش‌های رادیکال زنان هموار کرد. دهه ۱۹۷۰ زمانی بود که جنبش فمینیستی در این منطقه شتاب بیشتری گرفت. دهه بعد شاهد تلاش‌هایی برای ایجاد شبکه‌های فمینیستی فرامنطقه‌ای بود که به طور جغرافیایی بین آمریکای لاتین و کارائیب گسترش یافتند. این بستر توسط نسل‌های جوان و چپ‌گرا بنیان‌گذاری و تثبیت شد. بلافاصله پس از ویرانی‌های ناشی از جنگ سرد، دهه ۱۹۹۰ دوره‌ای بود که جنبش فمینیستی تمرکز خود را به دیدگاه‌های زنان در مسائل سیاسی مانند جهانی‌سازی، بحران‌های زیست‌محیطی و توسعه معطوف کرد. در سال ۱۹۹۵، چهارمین کنفرانس جهانی زنان نشانه‌ای از بسیج چشمگیر برای جنبش فمینیستی کارائیب بود. این بستر به عنوان ابزاری برای بهره‌برداری از نمایندگی ملی و همکاری منطقه‌ای عمل کرد. از آن زمان، جنبش فمینیستی با اصطکاک‌هایی در مورد بحث تغییر جهت سازمان‌دهی فمینیستی به سمت سازمان‌های غیردولتی حرفه‌ای‌تر (NGOها) مواجه شده است. این تغییر، وجود سازمان‌های کوچک اجتماعی مبتنی بر هویت را تهدید می‌کند و از این رو، جنجال‌هایی به‌ویژه در میان شبکه‌های فمینیستی چپ‌گرا ایجاد کرده است.

## دستور کار جنبش فمینیستی
ابهام در مورد واژه "فمینیسم" مشکلاتی برای جنبش فمینیستی کارائیب ایجاد کرده است. برخی از فمینیست‌ها معتقدند که این جنبش باید با سلسله‌مراتب نابرابری که همچنان وجود دارد و روابط بین مردان و زنان را شکل می‌دهد، و در نتیجه جایگاه زنان و دسترسی آنها به کالاها و منابع در جامعه را تحت تأثیر قرار می‌دهد، مقابله کند. بنابراین، این جنبش همچنان بر "بررسی مفهوم مردانگی و مذاکره با گرایش‌های نظام مردسالار" متمرکز است.
به طور خلاصه، دستور کار فمینیستی، در قرن بیست و یکم، شامل مأموریتی برای افشای دقیق‌تر نقص‌های اقتصادی-اجتماعی در نظام مردسالار است. به طور خاص، این که "امتیازات مردسالار هزینه‌های سنگینی برای مردان و جامعه به همراه دارد، و راه‌های جایگزین و مثمرثمرتری برای سازمان‌دهی تقسیم جنسیتی کار، مدیریت خانوارها و خانواده‌ها، اداره جوامع و شکل‌دهی سیاست‌های رفاهی، و ساختاربندی اقتصاد سیاسی جهانی وجود دارد، به گونه‌ای که مناقشات بین گروه‌های قومی یا نژادی، طبقات مختلف و جنسیت‌ها از طریق خشونت و جنگ حل نشود."

### عوامل کلیدی
این جنبش تا حد زیادی به میزان توجهی بستگی دارد که مردان و زنان جوان در برابر نابرابری جنسیتی به کار می‌برند. هنگامی که این واقعیت شناخته شود، مسئله بعدی این است که افراد تا چه حد برای مبارزه با این مشکل انگیزه دارند. در نهایت، این جنبش برای حیات خود به ساختارهای دموکراتیک جهت حضور فعال اجتماعی احتیاج دارد.
علاوه بر این، رسانه‌ها نقش مهمی در جنبش فمینیستی ایفا کرده‌اند. اهمیت نمایش زنان در رسانه‌ها در این واقعیت نهفته است که رسانه‌ها به شکل‌دهی کلی طرز تفکر جامعه کمک می‌کنند. صنعت تبلیغات قدرت عظیمی دارد. از آنجا که سرمایه‌گذاری در رسانه‌ها به طور تصاعدی رشد کرده است، نمایش عادلانه زنان برای آینده جنبش فمینیستی حیاتی خواهد بود.

## فعالان برجسته کارائیب
پروفسور پاتریشیا محمد بیش از دو دهه در فعالیت‌های فمینیستی و پژوهش‌های دانشگاهی مشارکت داشته است. از جمله آثار دانشگاهی او می‌توان به «جنسیت در توسعه کارائیب» (ویرایش مشترک با کاترین شپرد)، ۱۹۸۸، «بازاندیشی تفاوت‌های کارائیب»، «زنان کارائیب در چهارراه» و همکاری با آلتیا پرکینز و نوشتن مقالات متعدد در مجلات، کتاب‌ها و روزنامه‌ها اشاره کرد.